# The Autobiography of Supertramp
The Autobiography of Supertramp es un álbum recopilatorio del grupo británico Supertramp, publicado por la compañía discográfica A&M Records en julio de 1986.
Como primer recopilatorio de los grandes éxitos, The Autobiography of Supertramp contiene una compilación de las canciones más conocidas y publicadas en los álbumes Crime of the Century, Crisis? What Crisis?, Even in the Quietest Moments, Breakfast in America, ...Famous Last Words... y Brother Where You Bound. La versión en CD y la reeditada en 2001, incluyó también una canción de Crisis? What Crisis?. El álbum en directo Paris no está representado, a pesar de que el sencillo «Dreamer» obtuvo un notable éxito al llegar al primer puesto en las listas de éxitos canadienses.
Un año más tarde, el álbum fue publicado en los Estados Unidos con el título de Classics Volume 9 como parte de la serie A&M Records 25th Anniversary. La versión estadounidense incluyó tres canciones más que la edición en vinilo —«Rudy», «Ain't Nobody But Me» y «Hide in Your Shell»— y fue reeditada en 2001 con la adición del tema «School».
En 1990, The Autobiography of Supertramp fue sustituido por The Very Best of Supertramp con un sonido remasterizado digitalmente y con la canción «School» como primer tema en sustitución de «Goodbye Stranger». También incluyó las versiones de «Goodbye Stranger» y «Cannonball» presentes en sus respectivos álbumes, en lugar de las versiones acortadas y publicadas en sencillo.

## Lista de canciones
Todas las canciones escritas y compuestas por Rick Davies y Roger Hodgson excepto donde se anota. 
| Edición en LP |                            |                                 |          |  |
| N.º           | Título                     | Álbum original                  | Duración |  |
| 1.            | «Goodbye Stranger»         | Breakfast in America            | 4:25     |  |
| 2.            | «The Logical Song»         | Breakfast in America            | 3:45     |  |
| 3.            | «Bloody Well Right»        | Crime of the Century            | 4:16     |  |
| 4.            | «Breakfast In America»     | Breakfast in America            | 2:37     |  |
| 5.            | «Take the Long Way Home»   | Breakfast in America            | 4:03     |  |
| 6.            | «Crime Of The Century»     | Crime of the Century            | 5:20     |  |
| 7.            | «Dreamer»                  | Crime of the Century            | 3:19     |  |
| 8.            | «From Now On»              | Even in the Quietest Moments    | 6:10     |  |
| 9.            | «Give a Little Bit»        | Even in the Quietest Moments... | 4:03     |  |
| 10.           | «It's Raining Again»       | ...Famous Last Words...         | 4:25     |  |
| 11.           | «Cannonball» (Rick Davies) | Brother Where You Bound         | 4:47     |  |

| Classics, Vol 9. CD |                            |                              |          |  |
| N.º                 | Título                     | Álbum original               | Duración |  |
| 1.                  | «Goodbye Stranger»         | Breakfast in America         | 4:25     |  |
| 2.                  | «The Logical Song»         | Breakfast in America         | 3:45     |  |
| 3.                  | «Bloody Well Right»        | Crime of the Century         | 4:16     |  |
| 4.                  | «Breakfast In America»     | Breakfast in America         | 2:37     |  |
| 5.                  | «Rudy»                     | Crime of the Century         | 7:19     |  |
| 6.                  | «Take the Long Way Home»   | Breakfast in America         | 4:06     |  |
| 7.                  | «Crime of the century»     | Crime of the Century         | 5:33     |  |
| 8.                  | «Dreamer»                  | Crime of the Century         | 3:33     |  |
| 9.                  | «Ain't Nobody But Me»      | Crisis? What Crisis?         | 5:07     |  |
| 10.                 | «Hide in Your Shell»       | Crime of the Century         | 6:48     |  |
| 11.                 | «From Now On»              | Even in the Quietest Moments | 6:11     |  |
| 12.                 | «Give a Little Bit»        | Even in the Quietest Moments | 4:08     |  |
| 13.                 | «It's Raining Again»       | ...Famous Last Words...      | 4:23     |  |
| 14.                 | «Cannonball» (Rick Davies) | Brother Where You Bound      | 4:49     |  |

## Personal
| Supertramp - Rick Davies: voz, teclados y armónica. - John Helliwell: saxofón y coros. - Roger Hodgson: guitarra, teclados y voz. - Bob Siebenberg: batería y percusión. - Dougie Thomson: bajo. Otros músicos - Slyde Hyde: trombón en "Breakfast in America" - Marty Walsh: guitarra en "Cannonball" - Doug Wintz: trombón en "Cannonball" | Equipo técnico - Ken Scott: productor. - Peter Henderson: productor. - David Kershenbaum: productor. - Bernie Grundman: masterización. - Norman Hall: masterización. - Richard Frankel: diseño de portada. - Ron Slenzak: fotografía. |

## Posición en listas
| País                | Lista              | Posición |
| ------------------- | ------------------ | -------- |
| Alemania Occidental | Media Control GfK  | 45       |
| Canadá              | RPM Albums         | 12       |
| Nueva Zelanda       | New Zealand Albums | 7        |
| Países Bajos        | Dutch Top 40       | 61       |
| Reino Unido         | UK Albums Chart    | 9        |

## Certificaciones
| País           | Organismo certificador | Certificación | Ventas certificadas | Ref.   |
| -------------- | ---------------------- | ------------- | ------------------- | ------ |
| Estados Unidos | RIAA                   | Platino       | 1 000 000           | [ 10 ] |
| Reino Unido    | BPI                    | Platino       | 300 000             | [ 11 ] |
| Suiza          | IFPI Switzerland       | Oro           | 25 000              | [ 12 ] |